# QV37
QV 37 est un des tombeaux situé dans la vallée des Reines, dans la nécropole thébaine, sur la rive ouest du Nil face à Louxor en Égypte.

## Description
QV 37 est la tombe d'une inconnue, datant de la XVIIIe dynastie, constituée d'un puit reliant la surface à une chambre creusée dans de la marne. Deux ouvertures situées dans un angle de la tombe permettent d'accéder à QV 36.

## Histoire
La tombe est découverte par Ernesto Schiaparelli et Francesco Ballerini en 1903, qui la trouvent déjà pillée. En 1985, elle est étudiée  par une équipe franco-égyptienne, qui y retire les débris qui s'y sont accumulés.
En octobre 2008, une équipe conjointe du CNRS et du CSA y découvre des paniers contenant des morceaux de poteries.